# 안남도호부
안남도호부(安南都護府)는 679년부터 866년까지 오늘날 베트남에 설치된 당나라 최남단에 위치한 행정구역으로, 679년부터 866년까지 유지된 도호부이다. 안남은 중국에서 베트남을 가리키는 명칭으로, "평안한 남쪽" 또는 "남쪽을 평안케 하다"라는 의미를 가지고 있다.
안남도호부는 오늘날 하노이를 근거지로 삼은 교지군 또는 교주를 대체하는 행정구역이었다. 757년부터 760년 사이에는 진남(鎭南)으로 잠시 개칭되기도 했었다. 864년 남조의 공격을 받은 후, 866년 고변의 재정복으로 안남도호부는 정해군(靜海軍) 절도사로 개편되었다. 오늘날 이 지역은 대월의 동쪽 수도란 뜻에서 통킹이라고도 알려져 있다. 안남이란 이름은 안남도호부에서 유래하였지만, 오늘날 중부 베트남을 가리킬 때 사용한다. 베트남 사람들은 북쪽 지역이란 뜻으로, "박끼"(北圻)라고 불렀다.

## 역사

### 이전 행정구역
북부 베트남 지역은 진시황 사후 조타가 진나라를 위해 정복하였다. 초한전쟁의 혼란기 동안, 조타는 남월을 세우고 판위에서 이 지역을 다스렸다. 교주는 기원전 111년, 한나라가 남월을 조공국으로 합병한 이후 해당 지역에 설치한 주로, 오늘날 광저우와 광시, 북베트남 일대를 모두 아우른다.
삼국 시대인 222년 동오는 양광 지역을 광저우로 분리했다. 이후 교주 지역은 서진의 영역으로 남아있다가 남북조 초기에 남조의 지배를 받다가 544년 전 리 왕조로 독립하게 된다. 이후 수나라가 전 리 왕조 및 임읍국과의 전쟁을 벌여 두 왕국을 모두 중국의 영토로 편입시키고 교주군이 다시 부활하면서 제3차 중국의 베트남 지배가 시작되었다. 622년부터 베트남 지역의 중국 군벌이 당나라의 지배를 승인하면서, 당의 베트남 지배가 시작되었다.

### 당의 통치
624년 당은 교주도호부를 설치하였다. 3년 뒤인 627년 교주도호부는 영남도의 행정구역으로 편입되었다. 679년 교주도호부는 안남도호부로 변경되었고, 오늘날 하노이인 송평현에 행정중심지를 두었다. 안남도호부는 757년 진남도호부로 개칭되었으나, 760년 원래 이름으로 돌아왔다. 846년부터 안남도호부는 남조의 공격을 받기 시작했고, 남조와 당의 전쟁은 866년까지 계속되었다. 이 전쟁 이후 안남도호부 지역에 정해군(靜海軍) 절도사가 대신 들어서게 되었다.

### 주요 사건

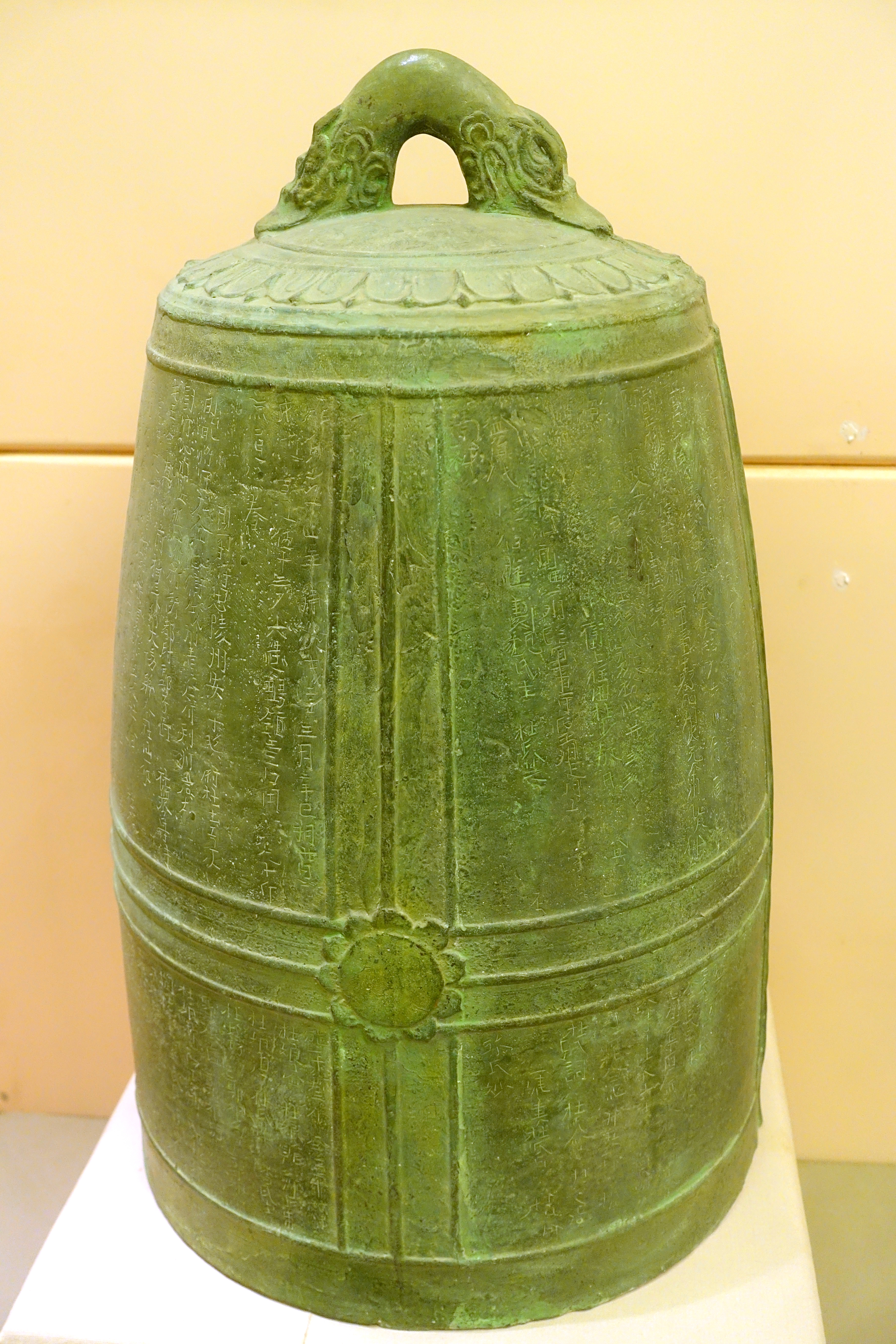
정원 13년(798년)에 주조된 타인마이 종은 비문에 243명의 베트남 남녀의 이름을 보여준다.

676년 광서, 광동, 교주의 절도사와 관리들은 지역 원주민을 선택해 행정직에 앉히는 체계를 수립했다. 4년마다 5급 이상의 직책을 맡을 원주민 지도자를 선출했다. 과세는 당나라 본토에서보다 훨씬 더 온건했다. 추징세는 표준 세율의 절반이었는데, 이것은 비중국인을 지배할 때 내재된 정치적 문제를 인정하는 것이었다.
687년 새로운 안남도호였던 유연우는 세금을 두 배로 올렸다. 이에 맞서 베트남 원주민들은 리뚜티엔을 중심으로 저항했다. 유연우는 리뚜티엔을 죽였다. 리의 동료였던 리딘끼엔은 유연우에 맞서 베트남인들을 이끌었고 송평현을 포위하였다. 그 해 여름, 베트남 반란군은 송평현을 점령하고 유연우를 죽였다. 유연우는 총독이었던 풍원장에게 도움을 요청했으나, 풍원장은 유연우를 희생시켜 자신의 영향력을 넓히려고 했고, 유연우를 돕지 않았다. 그 대신 풍원장은 요새를 짓고 반군에게 그들의 지도자를 죽인 뒤 자신에게 합류할 것을 제안하는 사절을 보냈다. 유연우가 죽은 뒤 풍원장은 안남도호부를 버렸다. 또 다른 장군이었던 조헌경이 안남으로 진군해 반란을 진압하고 리딘끼엔을 죽였다.
722년에는 마이툭로안이 오늘날 하띤성에서 반란을 일으키고 스스로를 흑제라고 칭했다. 그는 23개의 현에서 모인 400,000명의 지지자들과 동맹을 맺었다. 대다수의 반란군은 음식과 다른 물품을 구하기 위해 교외를 돌아다니던 소작농이었다. 그는 참파, 첸라, 그리고 금린이라는 알려지지 않은 국가 및 다른 이름이 없는 국가들과도 동맹을 맺었다. 당나라에 충성하던 산월족을 비롯한 광동성의 100,000명의 병사들이, 마원이 지은 옛길을 따라 해안으로 바로 진격했다. 당군은 마이툭로안을 기습공격하여 723년 반란을 진압했다. 당나라는 마이툭로안과 그의 지지자들의 시체를 산처럼 쌓아둔 뒤, 더 이상의 반란이 일어나지 않게 하기 위해 공공에 보여주었다.
767년에는 스리위자야 함대가 안남도호부를 침공했으나 패배했다.
785년, 베트남 족장인 토안한, 풍흥, 풍안이 안남도호였던 고정평이 세금을 두 배로 올리자 반란을 일으켰다. 당군은 791년 안남도호부를 탈환했다.
803년 참파가 안남도호부 남쪽을 포위했다. 요새에서 근무하던 군대들도 반란을 일으켰다. 803년부터 863년까지, 지역 반군은 6명의 안남도호를 사살하거나 추방했다. 820년 양청은 대라성을 포위하고 안남도호를 사살했다. 그러나 양청의 잔인함으로 인해 그는 인기가 없었고, 베트남 원주민은 그를 죽였지만, 이후 16년 동안 안남도호부는 무질서 상황에 놓였다.
823년부터 826년까지, 눙족이 참파의 지원을 받아 녕주를 공격하고 18개의 현을 차지했다. 이 침입자들은 827년부터 835년까지 당에게 보복 공격을 받은 이후 남조에게 지원을 요청했다.

### 당-남조 전쟁과 안남도호부 개칭
854년, 안남도호부의 절도사 이탁은 소금 무역을 줄이고 영향력이 막강했던 족장들을 죽임으로써 산족과 갈등을 일으켰고, 그 결과 지역 유력 지도자들이 남조로 망명하게 되었다. 반군 이도독과 많은 사람들 역시 남조에 투항했다. 858년 남조는 안남도호부를 침공했고, 안남도호부의 새로운 절도사 이후는 반란에 연루된 족장의 아들을 죽였고, 안남도호부의 족장들을 더욱 소외시켰고, 이는 족장들이 남조로 망명하게 만들었다. 남조가 본격적으로 침공을 개시하자, 도족은 30,000명의 사람을 이끌고 반란을 일으켰다. 863년 남조와 부족 동맹군은 격렬한 포위전 끝에 송평현을 점령했다. 남조가 안남도호부를 폐허로 만들면서, 안남도호부는 일대의 혼란을 겪게 되었고, 부족민들은 서로를 이간질했으며 당과 남조 사이의 권력 다툼이 치열하게 전개되었다. 864년 경험이 풍부한 고변이 남조군에 반격을 개시했고, 866년 당군은 송평현을 탈환했다. 송평현을 탈환한 고변은 송평현을 고친 뒤 대라로 이름을 바꾸었고, 안남도호부도 정해군(靜海軍) 절도사로 승격, 군호(軍號)를 변경하였다.

### 당-남조 전쟁의 여파
866년 당과 남조의 전쟁이 끝났음에도, 정해군 지역에는 혼란이 지속적으로 이어졌다. 874년부터 879년까지 정해군 지역의 원주민들에 맞선 전쟁이 벌어졌다. 877년에는 영남서도(嶺南西道, 지금의 광서성 일대) 번진(藩鎭)에서 정해군 번진으로 파병된 군대가 폭동을 일으켰다. 880년에는 정해군 번진에 주둔하던 군대가 폭동을 일으켜 대라를 점령하고, 절도사를 도망가게 만들었는데, 이로써 사실상 중국의 베트남 지배는 끝나게 되었다.

## 부속 관할
·13주 39현 32기미주(羈縻州)
- 교주(交州)
- 애주(愛州)(교주의 남쪽, 청화(清化))
- 환주(驩州)(애주의 남쪽)
- 봉주(峰州)(교주의 서북쪽)
- 육주(陸州)(교주의 동북쪽)
- 연주(演州)
- 장주(長州)
- 군주(郡州)
- 양주(諒州)
- 무안주(武安州)
- 당림주(唐林州)
- 무정주(武定州)
- 공주(貢州)

## 같이 보기
- 제3차 중국의 베트남 지배
- 당-남조 전쟁
- 안남